# Navarcles
Navarclés là một đô thị trong comarca Bages, tỉnh Barcelona, Catalonia, Tây Ban Nha.